# Mansoanka
El mansoanka o sua (també kunant, kunante, mansoanca, maswanka) és una de les llengües mel del grup de les llengües atlàntiques parlada per 17.000 persones del grup ètnic kunante, d'elles 15.500 a Guinea Bissau i la resta a Gàmbia i Guinea. Glottolog la classifica amb la mbulungish.